# Poczapy (obwód lwowski)
Poczapy (ukr. Почапи) – wieś w rejonie złoczowskim obwodu lwowskiego Ukrainy. Do scalenia w 1934 r. w II Rzeczypospolitej miejscowość była siedzibą gminy wiejskiej w powiecie złoczowskim województwa tarnopolskiego. 
W latach 1941–1945 nacjonaliści ukraińscy z OUN-UPA zamordowali tutaj 15 Polaków i 4 Ukraińców oraz Rosjanina zbiegłego z niemieckiego obozu jenieckiego.

## Położenie
Na podstawie Słownika geograficznego Królestwa Polskiego i innych krajów słowiańskich Poczapy to wieś w powiecie złoczowskim, położona 9,5 km na północny-zachód od Złoczowa.